# Henryk Stankiewicz
Henryk Stankiewicz (ur. 17 stycznia 1904 w Choroszczy, zm. 15 lipca 1977 w Warszawie) – polski architekt, przedsiębiorca i nauczyciel akademicki.

## Życiorys
Jego rodzicami byli Wincenty i Amelia z d. Ambrożewicz. W 1914 rozpoczął naukę w Szkole Realnej w Białymstoku. W roku następnym przeniósł się z rodzicami do Kijowa i tam kontynuował naukę. Następnie po przesiedleniu się do Rżewa w głębi Rosji uczył się w swojej dawnej szkole, którą ewakuowano z Białegostoku do ww. nadwołżańskiego miasta. W 1918 wrócił do Polski i dalszego kształcenia. Przerwał je, by wstąpić do polskiej milicji miejskiej. W lipcu 1920, mimo młodzieńczego wieku, zgłosił się do 201. Pułku Piechoty Wojska Polskiego, chcąc wziąć udział w wojnie polsko-bolszewickiej. Walczył przeciwko armii sowieckiej. Jesienią otrzymał przeniesienie do 6. Harcerskiego Pułku Piechoty, a w grudniu został zwolniony z wojska ze względu na niepełnoletniość.
Ponownie wrócił do nauki i w 1923 zdał maturę w białostockim Gimnazjum im. Króla Zygmunta Augusta. W tym samym roku podjął studia na Wydziale Architektury Politechniki Warszawskiej (PW). W 1928 uzyskał dyplom inżyniera architekta z wyróżnieniem. Niedługo potem razem z kolegą ze studiów, Bohdanem Nowakiem, otworzył w Warszawie biuro architektoniczne. W 1935 obaj założyli także przedsiębiorstwo Oro-Conco (sp. z o.o.) składające się z Biura Izolacji Inżynieryjnej oraz Wytwórni Izolacji.
Działając jako architekt i przedsiębiorca, nie stracił kontaktu z macierzystą uczelnią. Od 1935 był starszym asystentem w Katedrze Konstrukcji Budowlanych Wydziału Architektury PW, kierowanej przez Stefana Bryłę. W 1938 uzyskał stopień doktora nauk technicznych. Był inicjatorem powstania i późniejszym kierownikiem Zakładu Badawczego Budownictwa.
Podczas okupacji niemieckiej Polski założył w 1940 architektoniczno-budowlano-handlowe Biuro Techniczne Stankiewicz i S-ka. W tym samym czasie razem z Katarzyną Minkiewiczową i Stefanem Bryłą otworzył w Alejach Jerozolimskich 35 Bar Café „Wiktor”. Lokal był m.in. miejscem spotkań konspiracyjnych.
On sam uczestniczył w organizacji tajnego nauczania na kursach Wydziału Architektury PW. Ponadto w swojej willi w Milanówku udzielał schronienia Żydom zbiegłym z warszawskiego getta. Obserwowany przez Gestapo, 11 stycznia 1944 został aresztowany. Był przesłuchiwany w al. Szucha a następnie osadzony w więzieniu na Pawiaku. Stamtąd został odesłany do niemieckiego obozu koncentracyjnego Gross-Rosen. W lutym 1945 przewieziono go do KL Leitmeritz w Czechach.
Po uwolnieniu z obozu i zakończeniu II wojny światowej wrócił do Warszawy we wrześniu 1945. W roku następnym uzyskał stopień doktora habilitowanego, a w 1957 tytuł naukowy profesora nadzwyczajnego już jako pracownik Instytutu Techniki Budowlanej (ITB), z którym był związany do emerytury. Wcześniej jednak, bo w ww. 1946 przywrócił do działania swoją przedwojenną firmę Oro-Conco, która w 1950 została upaństwowiona przez władzę ludową. W latach 1951–1954 był kierownikiem pracowni w Biurze Studiów i Projektów Typowych Budownictwa Przemysłowego. Współpracował również z szeregiem innych instytucji, m.in. Izbą Rzemieślniczą i Instytutem Budownictwa Mieszkaniowego. Ponadto przez całą karierę zawodową zajmował się publicystyką branżową.
Udzielał się także w organizacjach branżowych i społecznych. Jeszcze w 1931 wstąpił do Stowarzyszenia Architektów Polskich (SAP) – późniejszego Stowarzyszenia Architektów Rzeczypospolitej Polskiej (SARP). Był członkiem Oddziału Warszawskiego. W powojennym Stowarzyszeniu Architektów Polskich przewodniczył Komisji Badań Naukowych w Zarządzie Głównym. W okresie międzywojnia zasiadał również w Komisji Izolacji Polskiego Komitetu Normalizacyjnego oraz należał do Związku Polskich Inżynierów Budowlanych. Ponadto był współzałożycielem Naczelnej Organizacji Inżynierów RP oraz wiceprezesem Społecznego Zrzeszenia Inżynierów. Od 1949 czyli od początku istnienia należał do Związku Bojowników o Wolność i Demokrację (ZBoWiD), organizacji podległej PZPR. W latach 1957–1961 działał w Komitecie Upamiętnienia Pawiaka.
Za swoje osiągnięcia w pracy zawodowej i społecznej był kilkakrotnie odznaczany. W 1976 został laureatem nagrody przewodniczącego Komitetu Historii Nauki i Techniki PAN.
Po śmierci spoczął na cmentarzu w Milanówku.

### Małżeństwa i dzieci
Był dwukrotnie żonaty. Jego pierwszą żoną była poślubiona w 1941 Maria z d. Trębicka. Miał z nią syna – Ryszarda. Po raz drugi ożenił się w 1948. Jego małżonką została wówczas Krystyna z d. Maczeko. Mieli dwoje dzieci: syna – Marka i córkę – Joannę.

## Dokonania
- Pawilon papierniczy na Powszechnej Wystawie Krajowej w Poznaniu (1929) – współautor: Bohdan Nowak[5]

### Publikacje
- Biała rewolucja – Demokracja, pieniądz, praca, współautor: Zygmunt Sławiński, wyd. Polskie Towarzystwo Kultury i Oświaty Robotniczej „Pochodnia”, Warszawa 1937[6]
- Dachy płaskie i tarasy, współautor: Stefan Bryła, Warszawa 1938
- W sprawie ochrony budowli od wody, współautor: Stefan Bryła, Warszawa 1938
- Zabezpieczenie budowli przed wilgocią, wodą gruntową i korozją, wyd. Wydawnictwo „Arkady”[7], Warszawa 1959 (tytuł jest nadal wznawiany)

## Odznaczenia
- Krzyż Kawalerski Orderu Odrodzenia Polski
- Medal Zwycięstwa i Wolności 1945
- Medal za Warszawę 1939–1945